# 샤닌 소세이먼
섀넌 소서먼(Shannyn Sossamon, 영어 발음: /ˈʃænən/, 1978년 10월 3일 ~ )은 미국의 배우, 감독, 음악가이다. 네덜란드, 영국, 프랑스, 독일, 아일랜드, 필리핀, 하와이 혈통이다. 2004년부터 2008년까지 밴드 워페인트의 보컬 겸 기타리스트로 활동했다.

## 출연 작품

### 영화
- 기사 윌리엄 (2001)
- 뒤로 가는 연인들 (2002)
- 40 데이즈 40 나이트 (2002)
- 씬 (2003)
- 키스 키스 뱅뱅 (2005)
- 언디스커버드 (2005)
- 디바우어 (2005)
- Chasing Ghosts (2005)
- 리스트커터스 - 러브 스토리 (2006)
- 로맨틱 홀리데이 (2006)
- 카타콤 (2007)
- 착신아리 (2008)
- Life Is Hot in Cracktown (2009)
- 로드 투 노웨어 (2010, Road to Nowhere)
- Fight for Your Right Revisited (2011) - 단편
- Man Without a Head (2011)
- 더 데이 (2011)
- The End of Love (2012)
- The Cyclist (2012) - 단편
- 살인소설 2: 다시 시작된 저주 (2015)
- 킬링 맨 (2022, There Are No Saints)
- 그림커티 (2022)

### 텔레비전
- The Late Late Show with Craig Kilborn (2002) - 본인
- 로앤오더: 성범죄 전담반 (2004)
- Dirt (2007)
- Up Close with Carrie Keagan (2007-08) - 본인
- 문라이트 (2007-08)
- 하우 투 메이크 잇 인 아메리카 (2010)
- 숨겨진 숲의 비밀 (2014) - 애니메이션
- 웨이워드 파인즈 (2015-16)
- 슬리피 할로우 (2015-16)